# منتجع أتلانتيس كازينو
منتجع أتلانتيس كازينو هو فندق وكازينو يقع في رينو، نيفادا. وتملكه وتديره شركة منتجع وكازينو مونارش (ناسادو: ام سي ار آي). تحوي أبراج الفندق الثلاث بمجملها 824 غرفة وأجنحة جاكوزي. وتمتد أرضية الكازينو لمساحة 64,814 قدم مربع ويعد واحداً من منشآت رينو الأكثر ربحية ورفاهية. وتم إنفاق ما يقرب من 150 مليون دولار أمريكي على رفع مستوى المنشأة. ويتنافس أتلانتيس بشكل مباشر مع فندق وكازينو بيبرميل على العملاء.

## لمحة تاريخية
قبل عام 1972، كان أتلانتيس الحالي مركزاً لنزل الطريق الذهبي للسيارات، وهو فندق صغير مكون من 142 غرفة. وتم في ذلك العام شراء العقار من قبل عائلة فرحي. وقد تضمن الشراء مع الفندق مطعماً في الموقع معروف باسم أباريق النحاس. وتم بعد فترة وجيزة من الشراء توقيع اتفاقية امتياز مع ترافيلودجي.
في أواخر الثمانينات من القرن العشرين، تم التوصل إلى اتفاق مع فنادق تشويس. ونتيجة لذلك، تمت إعادة تسمية الفندق باسم نزل الجودة، وأصبح اسم المطعم الببغاء البنفسجي. وتمت في عام 1991، إعادة تسميته مرة أخرى، تحت عقد إيجار فنادق تشويس حيث تمت تسميته باسم كلاريون ومن خلال فرحيز شيد البرج الفندقي مؤلفاً من 12 طابقاً والذي افتتح في عام 1991. وتعهد فرحيز أنه سيكون الأول من العديد من التوسعات القادمة. وكان فندق وكازينو كلايون ذو طابع استوائي وعندما تم بناء البرج الأول، جاء جنباُ إلى جنب مع المزيد من الكازينوهات والمزيد من المطاعم.
وتولت في عام 1993 شركة كازينو ومنتجع مونارش، وهي شركة فرحيز الاعتبارية المسؤولية المالية لكلاريون. وجاء مع هذا عرض من بورصة نيويورك. ومع رأس المال الإضافي من الاكتتاب العام، بدأت كلاريون بالتوسع الكبير الثاني الذي اشتمل على البرج الفندقي الثاني مؤلف من 18 طابقاً مع أكثر من 400 غرفة إضافية ومساحة لعب أكبر ومطعم آخر، بوفيه.
ورغبة منه أن يكون له هوية مستقلة، قرر مجلس إدارة شركة كازينو وفندق مونارش في عام 1996 إعادة تسمية المنتجع باسم أتلانتس. وجاء مع الاسم الجديد خطط لتوسع آخر أيضاً. وشملت المرحلة الثانية من التوسع برجاً فندقياً ثالث مؤلف من 27 طابقاً مع ما يقرب من 650 غرفة، وكازينو موسع، ثلاثة مطاعم جديدة، وإضافة إلى 40,000 قدم مربع (3700 متر مربع) ترفيهي. بالإضافة إلى ذلك، دعى التوسيع لإقامة «شرفة السماء» على شارع فرجينيا والتي ستستند على اثنين من الأعمدة اليونانية الرومانية وفي أعلاها عروض لهب والتي ستكون ساعية. تم بدأ العمل في حزيران/ يونيو عام 1998، والذي اكتمل خلال عام واحد فقط، في تموز/ يوليو 1999. وافتحت شرفة السماء أولاً قبل برج الفندق الجديد وتوسعة الكازينو. وبلغت تكلفة التوسع الأخير 60 مليون دولار أمريكي للبناء، وهي التوسعة الأغلى والأكبر في تاريخ المنتجع، وقد أعادت تعريف المنتجع تماماً.

## التوسع والتحسينات
كانت أتلانتس منذ عام 2006 ضمن برنامج تحسين مستمر، والذي بدأ بمشروع التوسعة بقيمة 50 مليون دولارأمريكي والذي تم الانتهاء منه في صيف عام 2008؛ وقام ذلك المشروع بتوسيع طابق الكازينو ليشمل سباق جديد وكتاب رياضات، وغرفة بوكر ذات نهاية عالية، وصالة بار جديدة. وقامت المنشأة أيضاً بالإضافة على مساحتها المتفق عليها وأنشئت ممشى مغلق يصل إلى مركز مؤتمرات رينو/سباركس، المجاور للمنتجع.